# Cornelis de Vos

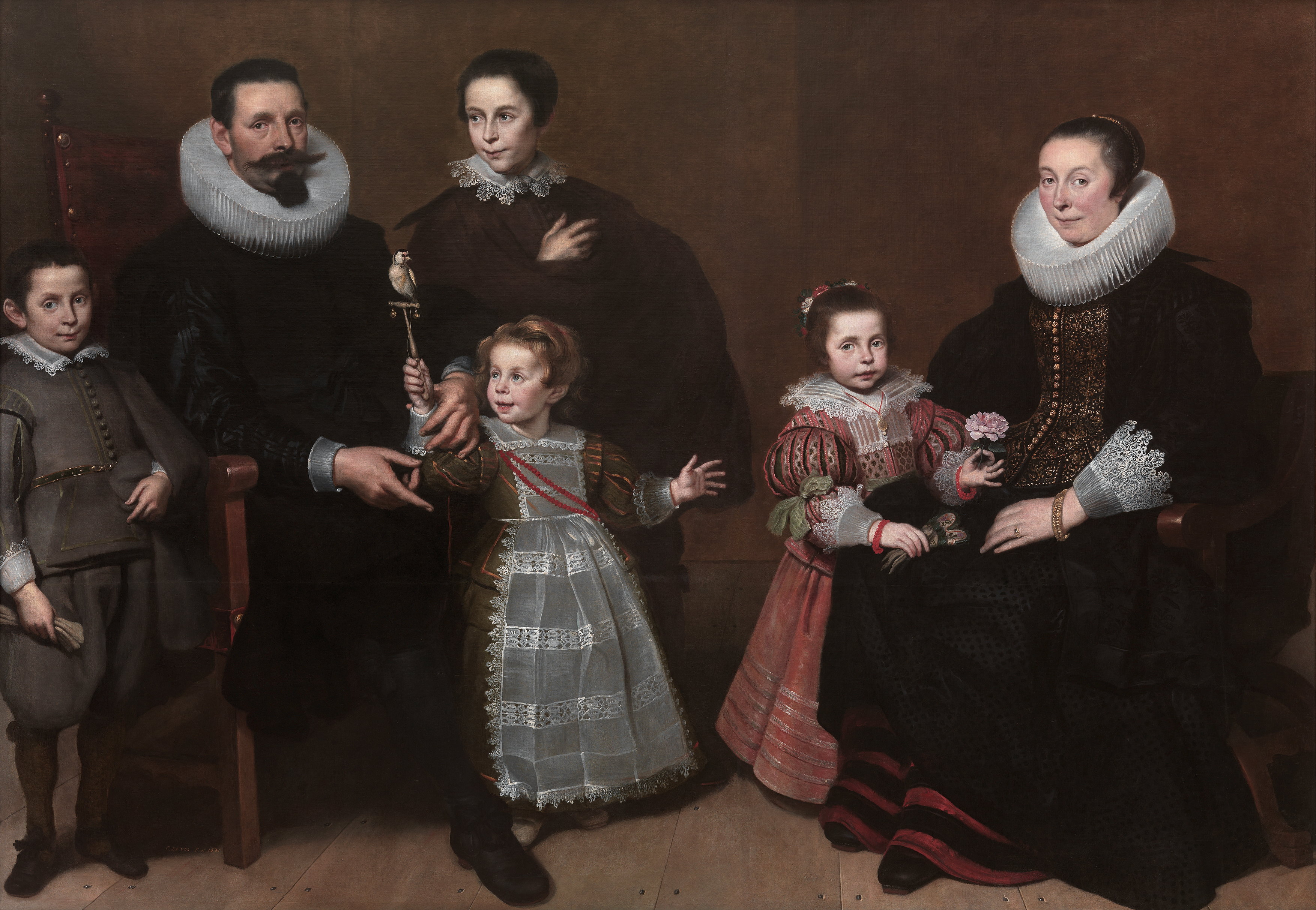
Cornelis de Vos, Retrato de familia, 1631, 165 x 235 cm, óleo sobre lienzo, Real Museo de Bellas Artes de Amberes.

Cornelis de Vos (Hulst, h. 1584-Amberes, 9 de mayo de 1651) fue un pintor flamenco del Barroco.

## Biografía
Nació en Hulst cerca de Amberes, actualmente en la provincia holandesa de Zelanda. Se sabe poco de su infancia; sin embargo, Cornelis y sus hermanos más jóvenes, Paul y Jan estudiaron con el poco conocido pintor David Remeeus (1559-1626). Su hermana Margaretha se casó con Frans Snyders, mientras que el propio Cornelis se casó con la medio hermana de Jan Wildens, Susanna Cock. Aunque tanto Paul de Vos como Snyders eran pintores de animales y Wildens fue conocido por sus paisajes, Cornelis no cultivó ninguno de estos géneros. En lugar de ello, se dedicó a escenas mitológicas, bíblicas y de historia, así como bodegones y, a finales de los años veinte del siglo XVII, algunas monumentales obras de género. 
Sin embargo, en lo que más destacó De Vos fue como pintor de retratos individuales y de grupo. Retrata a la burguesía de Amberes con una elegancia y demostrando una gran capacidad de observación. En particular, representa muy bien a los niños, «por su frescura y espontaneidad, por la expresión despierta de los rostros y la atrayente coloración».

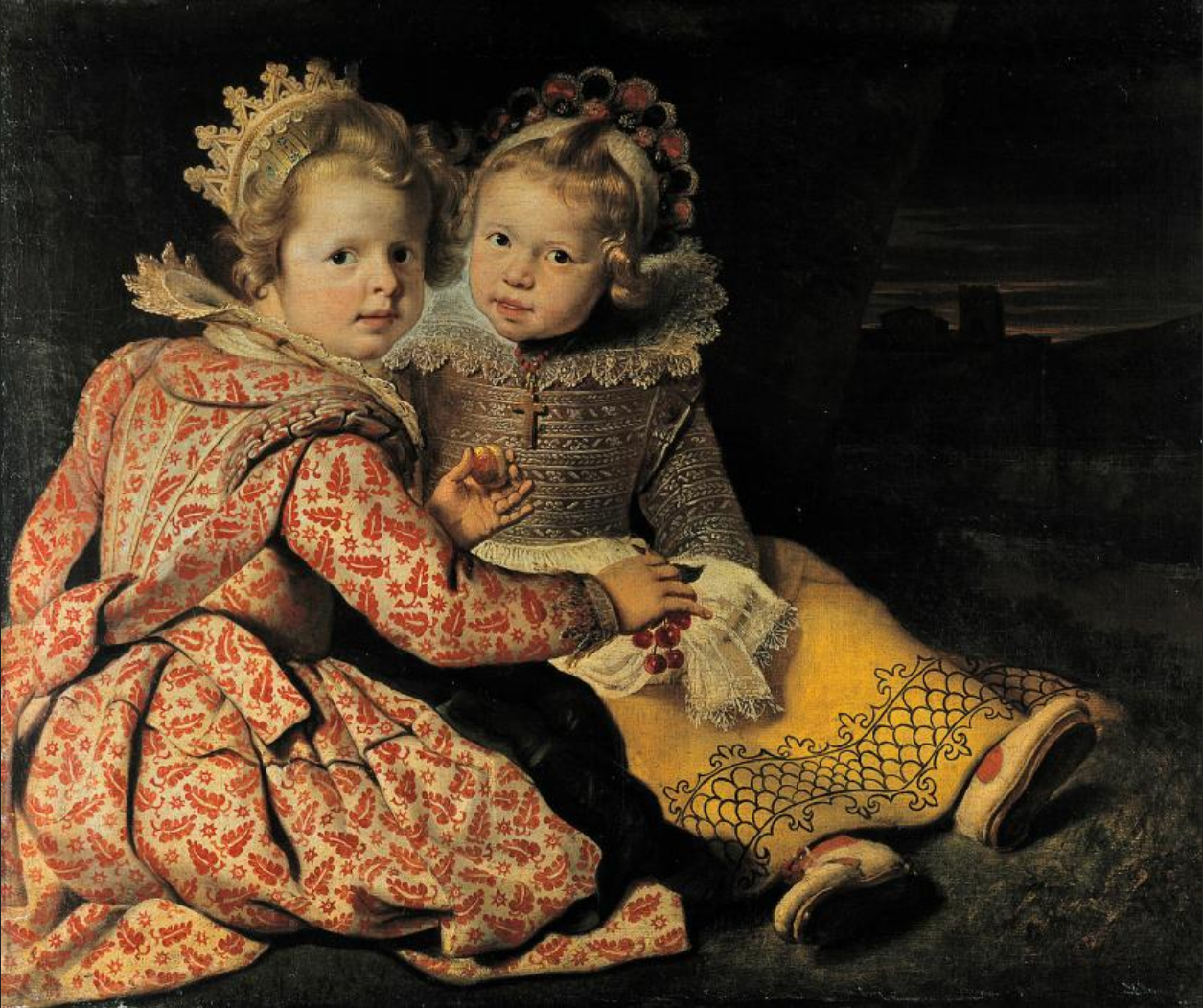
Cornelis de Vos, Los hijos del pintor, Magdalena y Juan Bautista, h. 1630–40, 78 × 92 cm, óleo sobre lienzo, Gemäldegalerie de Berlín.

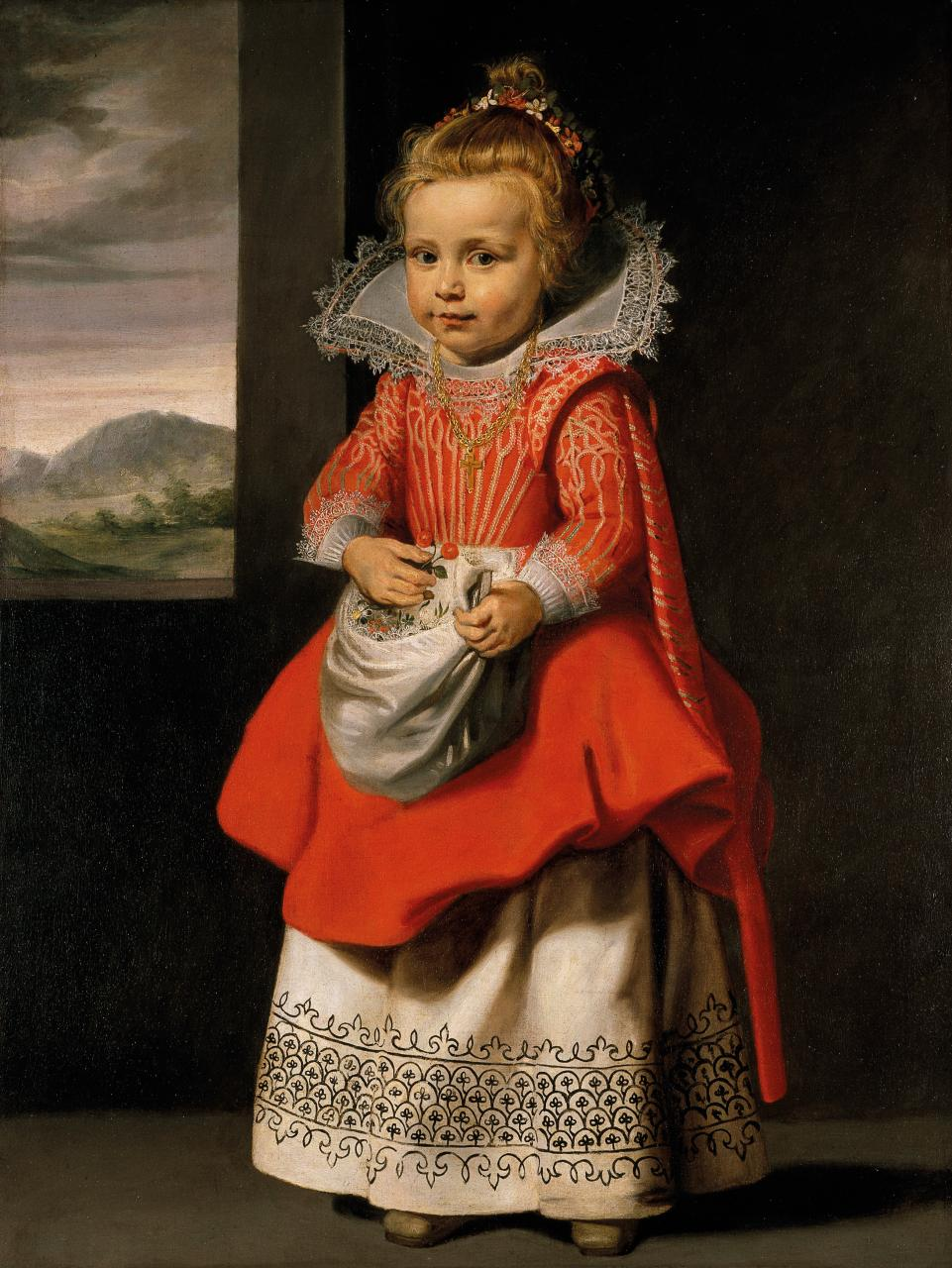
Magdalena de Vos

Además, cuando se convirtió en ciudadano de Amberes en 1616 indicó que su ocupación era la de marchante de arte, lo que evidencia que durante algún tiempo se dedicó al comercio de obras de arte. De Vos se unió a la guilda de San Lucas (gremio de pintores) en 1608 a la edad de 24 años, sirviendo posteriormente como decano en 1628. 
Su estilo sigue de cerca el de Antoon van Dyck y, en menor medida, el de Pedro Pablo Rubens. Sin embargo, De Vos trabajó con frecuencia como un colaborador de Rubens. Alrededor de 1617 pintó dos tablas, la Natividad y la Presentación en el templo, para unirse a otras trece realizadas por pintores locales, incluyendo Rubens — quien supervisó el proyecto—, Van Dyck, y Jacob Jordaens, en el «Ciclo del misterio del rosario», para la iglesia de San Pablo de Amberes (la serie culminó con la obra de Caravaggio Virgen del Rosario, que se colocó en la iglesia en 1620). En 1635, De Vos ayudó a Rubens con la gozosa entrada del Cardenal Infante don Fernando, un proyecto para el que pintó doce retratos reales según dibujos de Rubens. Entre 1636 y 1638 trabajó de nuevo para Rubens, junto con su hermano Paul en la serie de pinturas mitológicas para la Torre de la Parada, un pabellón de caza del rey Felipe IV cerca de Madrid, para la que pintó Apolo y Dafne, Apolo y la serpiente Pitón, Nacimiento de Venus y Triunfo de Baco (Museo del Prado). 
De Vos murió en Amberes, en cuya catedral fue enterrado. Entre sus alumnos estuvieron Simon de Vos (1603-76), con quien no tiene parentesco.

## Obra

### General
Cornelis de Vos pintó en varios géneros. Inicialmente pintó principalmente retratos y escenas mitológicas, bíblicas e históricas. También creó a fines de la década de 1620, algunas pinturas monumentales de género. en muchas de ellas usó el monograma CDVF.
Su obra temprana muestra una clara influencia de Rubens en cuanto a la temática, los motivos y las influencias carravagianas. Su trabajo se destaca por una paleta cálida y una representación refinada de telas y joyas relucientes con atención al detalle. Las características importantes de su estilo personal fueron la lúcida plasticidad de la carne pintada y la brillantez de los reflejos. Utilizó una técnica fluida y transparente y aplicó finas pinceladas.
Si bien en su obra posterior de los años treinta pintó con una técnica más suelta y fue menos preciso al representar los detalles como se muestra en el Retrato de una mujer joven (mediados de la década de 1630, Museo Metropolitano de Arte), su técnica en general se mantuvo suave y detallista.

### Retratos
De Vos tuvo mucho éxito como pintor de retratos individuales y grupales, un género en el que desarrolló su propio estilo. Después de la partida de Anton van Dyck a Inglaterra en 1621 y las ausencias de Rubens de Amberes en misiones diplomáticas y artísticas, de Vos se convirtió en el principal retratista de la sociedad patricia y burguesa de Amberes. Sus retratos muestran la influencia de van Dyck. Colocó a sus sujetos dentro de interiores sobrios pero ricos. Pudo lograr una representación sensible de los personajes de sus modelos y las variadas texturas de sus ropas mediante el uso de una luz brillante y uniforme, así como con suaves efectos de claroscuro. Solo comenzó a pintar retratos de cuerpo entero después del regreso de van Dyck a Amberes en 1627.
Fue particularmente hábil en la pintura de retratos de grupo, así como retratos de niños. Si bien los retratos de Vos exhiben una nueva fluidez en el estilo de pintura y espontaneidad en la representación de los niños, esto se combinó con una simplicidad libre de retórica que se remontaba a los primeros maestros flamencos. Los retratos de De Vos son capaces de comunicar un afecto humano relajado y cálido. En su representación de niños, fue un maestro en expresar sus personalidades y su energía lúdica. Esto le valió el reconocimiento de sus clientes que le encargaron numerosos retratos de niños o retratos de familia con niños.
Produjo algunos retratos sorprendentes e íntimos de sus propios hijos. En un Retrato de su hija Susana (1617, Städel) la pintó de manera muy informal. A primera vista, el cuadro parece más una pintura de género que un retrato de una niña en particular. Está claro que la pintura estaba destinada a un uso personal, ya que representaba a su hija en un ambiente muy íntimo comiendo dulces. En el retrato de sus dos hijos mayores, Magdalena y Juan Bautista, de Vos no los retrata desde la distancia sino acercándolos al espacio del espectador. Magdalena mira al espectador por encima del hombro y parece invitarlo a pasar mientras Juan Bautista se inclina hacia adelante con la cabeza inclinada y también mira al espectador. En muchos de sus retratos, de Vos incluyó frutas como atributos simbólicos para sus modelos. En el retrato de sus dos hijos mayores, Magdalena sostiene cerezas en la mano derecha y un melocotón en la izquierda. Los melocotones y las cerezas son símbolos de juventud y fertilidad.
Sus retratos familiares enfatizan la noción de felicidad familiar, con el matrimonio y la familia inmediata como valores centrales. Como los clientes de De Vos eran principalmente de la burguesía de Amberes más que de la aristocracia, estaba menos presionado para magnificar a sus modelos a través de gestos retóricos y gracias cortesanas como se ve comúnmente en los retratos de van Dyck. Representa las relaciones entre los asistentes a través de gestos sensibles con las manos, a menudo desplegados en un complejo contrapunto: dar, recibir, tocar, tranquilizar. Los logros de sus modelos se muestran a través de su lujosa vestimenta y los interiores lujosamente decorados, mientras que los propios modelos manifiestan una confianza sólida, amable y tranquila.